# Куигиллингок
Куигиллингок (англ. Kwigillingok) — статистически обособленная местность в зоне переписи населения Бетел, штат Аляска, США. На 2010 год население местности составлял 321 человек.

## География
Согласно Бюро переписи населения США площадь статистически обособленной местности составляет 52,4 км², из них 0,2 км² — открытые водные пространства. Куигиллингок обслуживается одноименным аэропортом.

## Население
| Год переписи | Нас. |  | %±     |
| ------------ | ---- |  | ------ |
| 1940         | 146  |  | —      |
| 1950         | 245  |  | 67,8%  |
| 1960         | 344  |  | 40,4%  |
| 1970         | 148  |  | −57%   |
| 1980         | 319  |  | 115,5% |
| 1990         | 278  |  | −12,9% |
| 2000         | 338  |  | 21,6%  |
| 2010         | 321  |  | −5%    |
| 2015         | 331  |  | 3,1%   |

По данным переписи населения 2010, местность имела население 321 человека (52,6 % мужчин и 47,4 % женщин), было 82 домашних хозяйств и 69 семей. На территории местности было расположено 106 построек со средней плотностью 2,0 построек на один квадратный километр суши. Расовый состав: белые — 3,4 %, коренное население Америки — 95,0 %.
Население города по возрастному диапазону по данным переписи 2010 года распределилось следующим образом: 35,8 % — жители младше 18 лет, 5,3 % — между 18 и 21 годами, 49,9 % — от 21 до 65 лет и 9,0 % — в возрасте 65 лет и старше. Средний возраст населения — 26,9 лет. На каждые 100 женщин в Куигиллингоке приходилось 111,2 мужчин, при этом на 100 совершеннолетних женщин приходилось уже 116,8 мужчин сопоставимого возраста.
Из 82 домашних хозяйств 84,1 % представляли собой семьи: 62,2 % совместно проживающих супружеских пар (39,0 % с детьми младше 18 лет); 8,5 % — женщины, проживающие без мужей и 13,4 % — мужчины, проживающие без жён. 15,9 % не имели семьи. В среднем домашнее хозяйство ведут 3,89 человека, а средний размер семьи — 4,32 человека. В одиночестве проживали 13,4 % населения.
В 2014 году из 225 человек старше 16 лет имели работу 92. В 2014 году медианный доход на семью оценивался в 48 125 $, на домашнее хозяйство — в 42 188 $. Доход на душу населения — 11 389 $ в год.